# Nepai
Nepai (二八) é um kata de caratê, que foi levado até Oquinaua pelo mestre de chuan fa Wu Xian Hui, conhecido também como Go Kenki. A forma executa técnicas do estilo da Garça Branca, de Shaolin.

## História
O mestre Go Genki era um famoso experto de chuan fa, que morou por certo tempo em Oquinaua e, nesse período, ensinou sua arte marcial a algumas pessoas, tendo, contudo, como alunos notáveis aos mestres Kenwa Mabuni e Juhatsu Kyoda, a quem ensinou o kata. Existe uma forma, do estilo Ba He Quan, chamada de Ershiba (chinês simplificado: 二十八, pinyin: Èrshíbā).
Outra provável origem, ainda ligada ao Templo Shaolin, teria sido que o kata fora levado até Oquinaua pelas mãos do mestre Ryuryu Ko, e o nome do kata faria referência ao número de golpes contidos nele.
A despeito de querer conservar quase intactos os ensinamentos que recebera, o mestre Mabuni, quando formalizou seu estilo de caratê, não passou à frente o kata nepai, mas, de outro modo, inspirou-se na forma e criou um versão inteiramente nova. Ainda que seja considerada uma versão moderna do kata, trata-se de uma outra forma, cujo nome apenas faz menção ao uma técnica mais velha. Entretanto, o estilo toon-ryu conservou o kata do jeito que foi ensinado primitivamente.

### Nipaipo
Nipaipo (ニーパイポ, Nīpaipo) é forma que foi criada pelo mestre Kenwa Mabuni, que compilou os ensinamentos que recebera do mestre Go Kenki. É treinado por algumas linhagens do estilo shito-ryu.

### Nijuhachiho
Nijuhachiho (二十八歩) é a forma adaptada do kata nipaipo ao estilo shotokan, e é praticado pela linhagem do Mestre Hirokazu Kanazawa, com o escopo de promover o exercício de técnicas que não são comuns ou encontradas dentro de seus estilo, posto que tais técnicas sejam treinadas e estudadas em forma de kihon.

### Genealogia
|           |           |           |           |           |           |  |  | Chuan fa |          |          |          |          |          |  |  |                  |                  |                  |                  |                  |                  |
|           |           |           |           |           |           |  |  |          |          |          |          |          |          |  |  |                  |                  |                  |                  |                  |                  |
|           |           |           |           |           |           |  |  | Naha-te  |          |          |          |          |          |  |  |                  |                  |                  |                  |                  |                  |
|           |           |           |           |           |           |  |  |          |          |          |          |          |          |  |  |                  |                  |                  |                  |                  |                  |
|           |           |           |           |           |           |  |  |          |          |          |          |          |          |  |  |                  |                  |                  |                  |                  |                  |
| Shito-ryu | Shito-ryu | Shito-ryu | Shito-ryu | Shito-ryu | Shito-ryu |  |  | Toon-ryu | Toon-ryu | Toon-ryu | Toon-ryu | Toon-ryu | Toon-ryu |  |  | Shindo jinen ryu | Shindo jinen ryu | Shindo jinen ryu | Shindo jinen ryu | Shindo jinen ryu | Shindo jinen ryu |
| Shito-ryu | Shito-ryu | Shito-ryu | Shito-ryu | Shito-ryu | Shito-ryu |  |  | Toon-ryu | Toon-ryu | Toon-ryu | Toon-ryu | Toon-ryu | Toon-ryu |  |  | Shindo jinen ryu | Shindo jinen ryu | Shindo jinen ryu | Shindo jinen ryu | Shindo jinen ryu | Shindo jinen ryu |
| Shotokan  |           |           |           |           |           |  |  |          |          |          |          |          |          |  |  |                  |                  |                  |                  |                  |                  |

## Características
O kata faz ênfase nas técnicas de agarramento (ne waza) e de ataques a pontos sensível do corpo (kyusho waza).